# شاه و پرنده
شاه و پرنده (فرانسوی: Le Roi et l'Oiseau‎) یک پویانمایی به روش سِل به کارگردانی پل گریمو Paul Grimaulet و محصول ۱۹۸۰ فرانسه است. این فیلم ابتدا قرار بود در سال ۱۹۴۸ با عنوان چوپان و شومینه (بر اساس افسانه ای به همین نام نوشته هانس کریستین اندرسن) با همکاری بین گریمو و ژاک پرور (شاعر و فیلمنامه نویس محبوب فرانسوی) ساخته شود. اما تولید آن ناگهانی و بدون هیچ توضیحی توسط تیم سازنده متوقف شد. در دهه ۱۹۶۰ و ۱۹۷۰ گریمو حقوق فیلم را به دست آورد و قادر به تکمیل نسخه جدید شد. این فیلم نهایتاً ۳۰ سال پس از آغاز به پایان رسید.